# Arturo Dúo Vital
Arturo Dúo Vital (født 15. maj 1901 i Castro Urdiales, Spanien, død 28. marts 1964) var en spansk komponist, professor, dirigent, pianist og lærer.
Vital studerede først komposition og klaver i Bilbao i Spanien hos forskellige lærer privat, og tog så til Paris, hvor han studerede på École Normale de Musique hos Paul Dukas. Han vendte tilbage til Spanien (1932), hvor han studerede direktion hos Enrique Fernández Arbós. Han var dirigent for flere symfoniorkestre, og underviste også som professor og lærer i harmonilærer og komposition på det Kongelige Musikkonservatorium I Madrid. Vital har skrevet en symfoni, orkesterværker, operaer, kammermusik, korværker, vokalmusik, instrumentalværker, filmmusik, zarzuelas, tv-musik, dokumentarmusik etc.

## Udvalgte værker
- Symfoni "Til et Jubilæum" (1962) - for orkester
- Montanesa Suite (1949) - for orkester
- Sonatine (1955) - for blæserkvintet
- De tolv meter (1938) - for kor